# Пикар, Софи
Софи Пикар (фр. Sophie Piccard; 27 сентября 1904, Санкт-Петербург, Россия — 6 января 1990, Невшатель, Швейцария) — швейцарский математик. Окончив Смоленский государственный университет, а затем университет в Лозанне, длительное время преподавала высшую геометрию и теорию вероятностей в университете Невшателя. Основные научные интересы — теория групп и теория множеств.

## Биография

### Детство и юность в России
Софи (София Алиса Каролина) Пикар родилась 27 сентября 1904 года в Санкт-Петербурге. Её отец, Эжен Фердинан (Евгений Фердинандович) Пикар, родился в 1868 году в Лозанне и, окончив в 1891 году Женевский университет, поступил затем вольнослушателем на физико-математический факультет Санкт-Петербургского университета. Впоследствии он остался в России и работал преподавателем французского языка в Царскосельской Императорской Николаевской гимназии и в Великолукском реальном училище, а с 1921 года — преподавателем географии в Смоленском государственном университете. Его жена, Юлали (Евлалия Александровна) Пикар, урождённая Гюэ, родилась в Петербурге и происходила из семьи французских гугенотов. В 1897 она вышла замуж за Эжена Пикара и последовала за ним в Великие Луки, а затем в Смоленск, где работала в школе и консультировала преподавателей университета по иностранным языкам. О становлении Смоленского государственного университета в первые годы советской власти она затем написала книгу «Красный университет». У Эжена и Юлали Пикар было четверо детей; две дочери умерли в детстве, а сын пропал без вести в 1919 году.
Софи посещала школу, в которой преподавала её мать, и проявила выдающиеся способности к математике. Когда в 1921 Эжен Пикар был направлен на работу в Смоленский университет, Софи поступила на физико-математическое отделение педагогического факультета. В числе прочих она слушала лекции математиков А. Р. Эйгеса и П. С. Александрова. Софи окончила университет в 1925 году, и в том же году семья Эжена Пикара получила швейцарские паспорта и покинула СССР. В Швейцарии, не имея работы, Эжен и Юлали Пикар занялись писательским трудом, причём Юлали впоследствии стала известной писательницей и журналисткой, написав в числе прочего ряд книг о Пушкине и Лермонтове.

### Научная карьера в Швейцарии
Диплом, полученный Софи в Смоленском университете, в Швейцарии был недействителен, и ей пришлось повторно проходить курс обучения, на этот раз в Лозаннском университете. В 1927 году она получила степень лиценциата математических наук, а в 1929 году — докторскую степень. Научным руководителем диссертации Софи Пикар, посвящённой теории вероятностей, был Д. С. Мириманов. Тем не менее, поскольку до 1971 года женщины в Швейцарии были лишены гражданских прав, диплом Софи, теоретически дававший право преподавать, на деле не признавался, и поэтому с 1929 по 1932 год она работала вначале актуарием в страховой компании, а затем исполнительным секретарём в местной газете.
В 1936 году Софи Пикар получила приглашение заменить заболевшего преподавателя геометрии в Университете Невшателя, который лично порекомендовал её как выдающегося математика. Продемонстрировав на практике своё умение преподавать, в 1938 году она была назначена экстраординарным профессором Невшательского университета. В 1940 году Пикар основала в Невшателе и возглавила «Центр чистой математики» (Centre de mathématique pure). В 1944 году она была назначена ординарным (штатным) профессором и преподавала высшую геометрию, теорию вероятностей и актуарные науки на протяжении тридцати лет, став первой женщиной — ординарным профессором на территории французской Швейцарии.
Основными сферами научной деятельности Софи Пикар были теория групп и теория множеств. В 1939 году вышла её монография «Sur les ensembles de distances des ensembles de points d’un espace Euclideen». В рецензии на книгу, опубликованной в Mathematical Reviews, говорилось, что часть исследования опирается на труды Штейнгауза, Серпинского и Рузевича, однако всё, что следует после первой главы, представляет собой почти полностью оригинальный материал. Софи Пикар занималась также теорией функций, теорией отношений, теорией вероятностей, линейной и полилинейной алгеброй, математической логикой. Она является автором почти двухсот опубликованных работ. Софи Пикар была членом математических обществ Швейцарии, США, Австрии, Франции и Польши и неоднократно принимала участие в Международном конгрессе математиков.
В 1956 году, в год столетия смерти Н. И. Лобачевского, Софи Пикар была приглашена прочесть лекцию об учёном в парижском Дворце открытий. В 1957 году умерла Юлали Пикар, и Софи занялась сохранением и публикацией её наследия. Благодаря ей архив писательницы поступил на хранение в Швейцарскую национальную библиотеку. В 1974 году Софи Пикар ушла на пенсию, однако регулярно принимала участие в ежегодных заседаниях Швейцарского математического общества.
Софи Пикар продолжала заниматься наукой практически до самой смерти в возрасте 85 лет. Она умерла 6 января 1990 года в Невшателе.

## Комментарии
1. ↑  В других источниках приводится вариант имени «Юладия» (фр. Euladie)[4][5].